# Levodopa
Levodopa, auch L-DOPA, ist die Abkürzung für L-3,4-Dihydroxyphenylalanin, eine nicht-proteinogene α-Aminosäure, die im Körper aus Tyrosin mit Hilfe des Enzyms Tyrosinhydroxylase gebildet wird.

## Biologische Bedeutung
L-DOPA ist eine Vorstufe in der Biosynthese der Botenstoffe (Neurotransmitter) Adrenalin, Noradrenalin, der Betalaine und Dopamin sowie der Melanine und der Isochinolinalkaloide.
Bei Miesmuscheln bildet L-DOPA die Hauptkomponente des Klebstoffes, mit dem sich Miesmuscheln auf festen Oberflächen anheften. Die Funktion von L-DOPA ist hierbei, dass es, eingebaut in die Proteinkette des Klebstoffes, durch seine Hydroxygruppen die Hydrophilie steigert. Dies ist wichtig, damit der in das umgebende Meerwasser abgegebene Klebstoff eine bessere Adhäsionswirkung mit der Oberfläche des Untergrundes erzielt.

## Verwendung als Arzneistoff
Als Arzneistoff wird L-DOPA in der Regel mit seinem Freinamen Levodopa bezeichnet. In vielen europäischen Ländern, darunter in Deutschland, Österreich und der Schweiz ist Levodopa verschreibungspflichtig.

### Pharmakologie
Da Levodopa im Gegensatz zu den genannten Transmittern Dopamin, Adrenalin und Noradrenalin die Blut-Hirn-Schranke zu passieren vermag, eignet es sich für die Behandlung von Krankheiten, die aus einem Mangel ebendieser resultieren, wie beispielsweise die Parkinson-Krankheit, die mit einem Mangel an Dopamin einhergeht. Um den vorzeitigen Abbau von Levodopa in der Körperperipherie (außerhalb des Liquorraumes) zu Dopamin zu verhindern, wird es entweder mit einem Decarboxylase-Hemmer (Carbidopa, Benserazid) oder einem Catechol-O-Methyltransferase-Hemmer (Entacapon, Tolcapon) kombiniert. Nach Passieren der Blut-Hirn-Schranke wird Levodopa dann im Gehirn zu Dopamin verstoffwechselt, welches die eigentliche gewünschte pharmakologische Wirksamkeit entfaltet. Somit handelt es sich bei Levodopa um ein Prodrug.

### Anwendungsgebiete
Als Arzneistoff wurde Levodopa, dessen Wirkung 1957 von Arvid Carlsson und seiner Forschergruppe beobachtet wurde, unter dem Markennamen Madopar 1973 von Hoffmann-La Roche zur Behandlung der Parkinson-Krankheit auf den Markt gebracht. Die fixe Kombination Levodopa + Carbidopa wurde 1977 von der Weltgesundheitsorganisation (WHO) in die Liste der unentbehrlichen Arzneimittel der Weltgesundheitsorganisation aufgenommen. Aufgrund von Nebenwirkungen in der Langzeitanwendung bei Parkinson-Patienten versucht man aber heute besonders bei jüngeren Parkinson-Patienten die Behandlung mit Levodopa hinauszuzögern und primär mit Dopaminagonisten zu therapieren.
Auch das Restless-Legs-Syndrom (RLS) wird häufig mit Levodopa behandelt.
Vermehrt kommt Levodopa auch bei der Therapie von Chorea Huntington zum Einsatz. Außerdem kann L-DOPA off-label zur Therapie von Negativsymptomatiken der Schizophrenia simplex eingesetzt werden. Es konnte ein Nutzen bei emotionalem Rückzug, abgestumpften Affekt, Tendenzen zur sozialen Isolation sowie Apathie gezeigt werden.
Bei dem seltenen erblichen Segawa-Syndrom ist die Gabe von Levodopa als Therapie unverzichtbar.

### Nebenwirkungen
Als Nebenwirkungen treten möglicherweise Übelkeit, Schwindel, Kreislaufprobleme, Schlafstörungen, Unruhe, Tagesmüdigkeit und Psychosen auf. Bei hohen Dosen bis hin zur Überdosierung können Nebenwirkungen wie Dyskinesien oder psychische Symptome wie Schlaflosigkeit und Halluzinationen auftreten. Bei plötzlichem Absetzen kann es zu einem Levodopa-Entzugssyndrom kommen.

## Chemische Eigenschaften
L-DOPA ist gut löslich in Wasser (3,3 g/l bei 25 °C), schlecht löslich in Ethanol und unlöslich in Diethylether.

## Strukturabkömmlinge
Das am C-2 mit dem Fluorisotop 18F substituierte Derivat 18F-DOPA (Fluorodopa (18F)) wird in der Positronen-Emissions-Tomographie zur Diagnostik neuroendokriner Tumoren verwendet.

## Kulturelle Rezeption
Der Film Awakenings (deutsch Zeit des Erwachens, mit Robert De Niro und Robin Williams, Regie: Penny Marshall, 1990) auf der Grundlage eines Buches von Oliver Sacks thematisiert die kurzzeitigen Therapieerfolge von Patienten der Europäischen Schlafkrankheit mit L-DOPA.

## Handelsnamen
Kombinationspräparate
- mit Benserazid: Levobens (A), Levodopa comp (D), Levopar (D), Madopar (D, A, CH), PK-Levo (D), Restex (D, A) und weitere Generika
- mit Carbidopa: Duodopa (D, A, CH), Isicom (D), Sinemet (A, CH), Stalevo (D, A, CH), Striaton (D) und weitere Generika
- mit Carbidopa und Entacapon: Stalevo (D, A, CH)